# IJzendijke

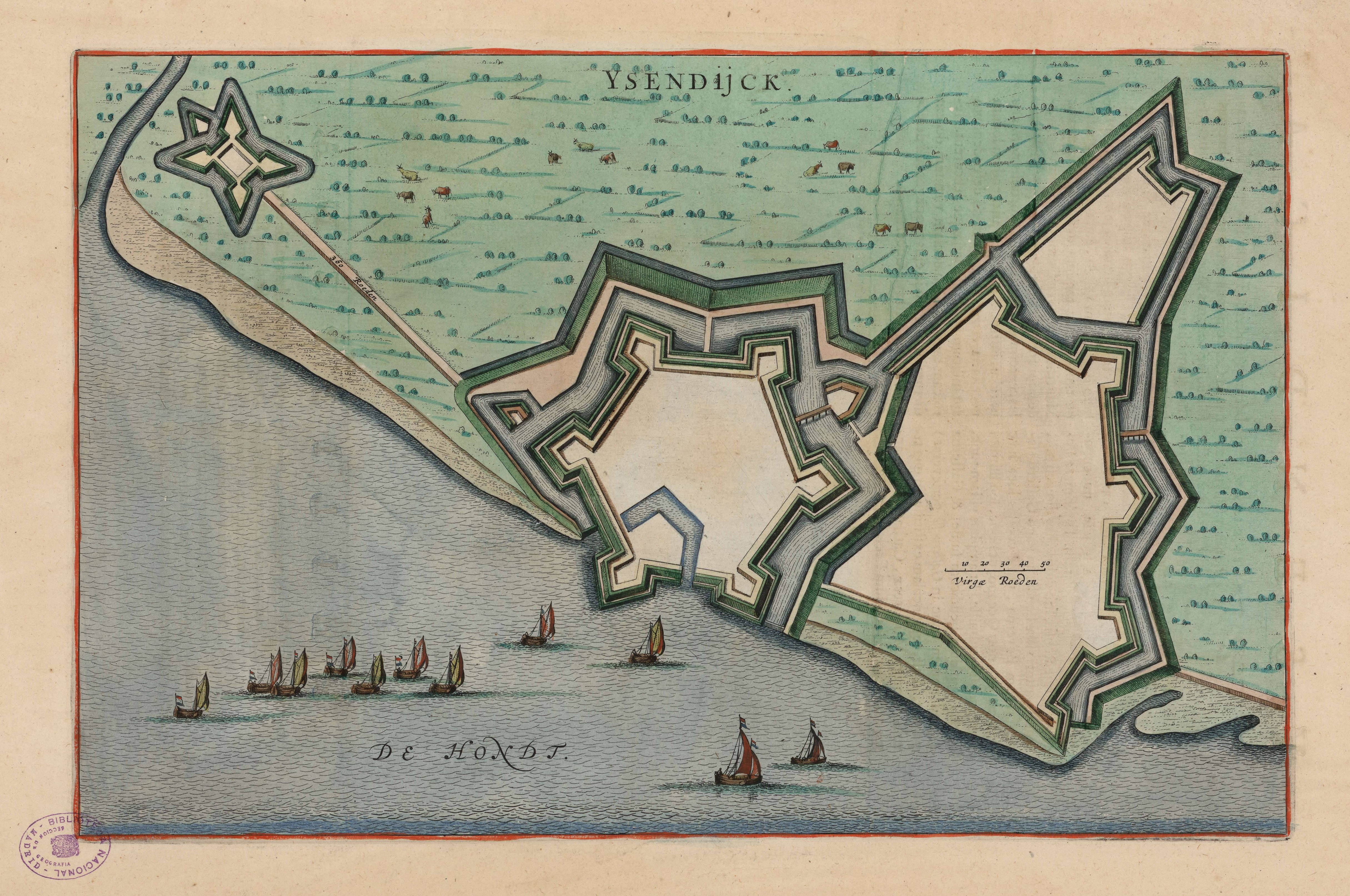
IJzendijke in 1649 door J. Blaeu

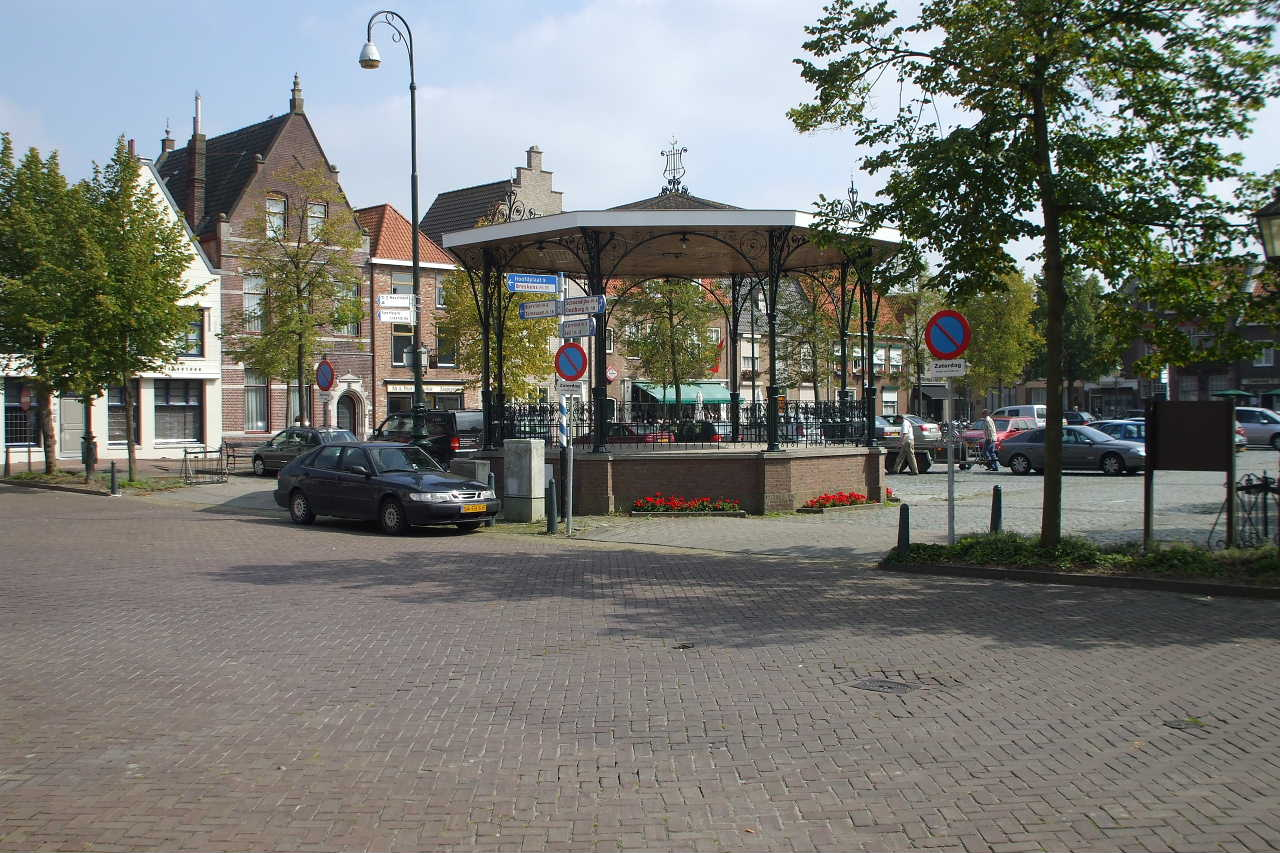
IJzendijke - de Markt

IJzendijke (Zeeuws: Iezndieke) is een stad in de gemeente Sluis, gelegen in het westen van Zeeuws-Vlaanderen in de Nederlandse provincie Zeeland en telt 2.530 inwoners (1 januari 2023). Tot april 1970 was IJzendijke een zelfstandige gemeente, waarna het tot 2003 deel uitmaakte van de gemeente Oostburg.

## Geschiedenis
Het oorspronkelijke IJzendijke lag aan de oever van de Braakman. Het was in de middeleeuwen - door de bloei van de Vlaamse linnen- en wolhandel - een welvarend handelsplaatsje en havenstadje, dat zelfs rond 1280 behoorde tot de Londense Hanze. De opbloeiende lakenweverijen in Vlaanderen verkochten hun producten namelijk overwegend in Engeland en vervoerden hun handelswaar via de havens van Brugge, Damme, Sluis, Aardenburg en IJzendijke. De handelaren exporteerden ook Rijnwijnen en brachten wol, tin, lood, huiden en bont uit Engeland mee terug. Het plaatsje verkreeg in 1303 stadsrechten en wordt nog steeds een stad genoemd.
Naast diverse kloosters was er in IJzendijke ook een hospitaal gevestigd. 'Hospitaal', afgeleid van het Latijnse 'hospitium', betekent 'gasthuis'. In de middeleeuwen werd een hospitaal gesticht om voor korte tijd onderdak te bieden aan passanten of lieden in nood. Normaliter werden er ook zieken opgenomen, zodat het hospitaal van lieverlede een ziekenhuis werd. Van dit Sint Jan's Hospitaal, door de Johannieter-orde gesticht, zijn de huisregels van 24 februari 1354 bewaard gebleven. Het is goed mogelijk dat dit hospitaal op dat moment nog als pesthuis fungeerde.
Kort na 1360 werd oud-IJzendijke bij diverse gelegenheden ernstig door de zee bedreigd. Het gebied rond de Braakman overstroomde allereerst op 9 oktober 1374 bij de Eerste Dionysiusvloed en vervolgens op 8 oktober 1375. Hierdoor ontstond ter plaatse de Zuudzee. Rond deze nieuw gevormde Zuudzee werden in de daaropvolgende jaren allerlei polders herdijkt en nieuwe parochies ingericht, maar vervolgens overspoelde de zee op 19 november 1404, bij de zogeheten Eerste Sint-Elisabethsvloed, het gehele gebied opnieuw. De landtong, waarop de stadjes IJzendijke en Hughevliet lagen, die in 1374 gespaard was gebleven, werd nu eveneens door de golven verzwolgen. (Daarentegen trof de Tweede Sint-Elisabethsvloed van 19 november 1421, die elders in Zeeland en Holland dood en verderf zaaide, het westelijk deel van Zeeuws-Vlaanderen niet.)
Tijdens de Tachtigjarige Oorlog werd door de Spaanse hertog van Parma aan de noordwestkant van het vroegere stadje een schans met vier bolwerken aangelegd. Maar in 1604 verdreef Prins Maurits de Spanjaarden. De verdedigingswerken werden vervolgens onder leiding van de vestingbouwers Simon Stevin en Menno van Coehoorn uitgebreid tot een vrijwel onneembare vesting van de Staatse troepen tegen de Spanjaarden.
Van 1610 tot 1616 was Joost van Laren (1586-1653) Nederlands-Hervormd predikant van de vesting. Het is aannemelijk dat hij de 'bouw-dominee' was van de in 1612 in gebruik genomen protestante kerk. Later in de zeventiende eeuw was onder anderen Wilhelminus Comantius (ca. 1586-1653) predikant te IJzendijke. Het kerkgebouw, dat oorspronkelijk achthoekig van vorm was, werd tussen 1656 en 1659 uitgebouwd volgens plan van bouwmeester Sebastiaan de Roy uit Hulst en de plaatselijke timmerman Jan Willemsen. In 1792 werd een ontwerp gemaakt voor een nieuw glas-in-loodraam voor de kerk, waarop de heraldieke wapenen van dominee François Moens en zijn vrouw Anna d' Orville afgebeeld werden.
De vesting IJzendijke bood in de zeventiende en achttiende eeuw dapper weerstand tegen diverse bestormingen. Maar in de jaren 1747-1748 en 1794-1814 was IJzendijke in Franse handen. Napoleon beloonde zijn legeraanvoerders vaak met landgoederen; gevolg hiervan was dat in de laatstgenoemde periode een deel van de grond in Zeeuws-Vlaanderen eigendom werd van de Franse en Waalse adel. Ook na 1814 bleef een aanzienlijk deel van de grond in Franse en Waalse handen.
Na 1814 hief de Nederlandse regering de vesting IJzendijke grotendeels op. Tijdens de Belgische Opstand in 1830-1831 was zij voor de laatste maal uitgerust met manschappen, wapens en munitie. Op de ochtend van 2 augustus 1831 om 6 uur 's ochtends hield de opperbevelhebber van de Nederlandse troepen in Zeeuws-Vlaanderen, kolonel van de Infanterie Joseph Ledel (1779-1835) in IJzendijke krijgsberaad met de officieren van zijn troepen, waarna om 8 uur vanuit IJzendijke de aanval op de Belgische troepen bij de sluizen aan de Kapitalen Dam en op die bij de schansen bij het Verlaat geopend werd. Een compagnie van de 9e Afdeling Infanterie onder kapitein Schwarz en een compagnie schutters onder kapitein Deinema verdreef de Belgen op beide locaties. Tot 12 augustus daaropvolgend bleef het onrustig in Zeeuws-Vlaanderen wegens wederzijdse vijandelijkheden, maar daarna werd de gewapende vrede in West-Zeeuws-Vlaanderen hersteld.
Tussen 1841 en 1843 werden de laatste vestingwerken afgebroken, maar in de twintigste eeuw werd een klein gedeelte van de voormalige vesting gerestaureerd. De huidige Veste is hier het bewijs van.
Nederland, dat tijdens de Eerste Wereldoorlog (1914-1918) officieel neutraal was gebleven, werd na het beëindigen van de oorlogshandelingen geconfronteerd met het feit dat in ieder geval de Engelse en de Belgische regeringen Nederland van een 'pro-Duitse' houding tijdens de oorlog betichtten en herstelbetalingen eisten. Delen van Zuid-Limburg én Zeeuws-Vlaanderen in totaliteit zouden aan België toegewezen moeten worden bij de vredesonderhandelingen. Koningin Wilhelmina ging voor in het verzet tegen deze Belgische annexatieplannen, waarbij in Zeeuws-Vlaanderen een zeer strijdlustig 'Anti-Annexatie Comité' werd opgericht, onder voorzitterschap van de uit Aardenburg afkomstige dominee J.N. Pattist. Deze was voordien van 16 juli 1911 tot 15 maart 1914 predikant van de Hervormde Gemeente in IJzendijke geweest. Toen op 9 september 1919 in Hotel La Porte d' Or van J.C. Aerts op de Markt in IJzendijke een feestmaal werd aangericht door het IJzendijkse lid van dit comité, J.Th. Hendrikse, voor zijn medeleden, (waarbij uitsluitend orangistische spijzen op de menukaart stonden, zoals Koninginnensoep, Scheldevis met Oranjesaus en Anti-annexistische Patrijzen), was Pattist dan ook aanwezig.
Om de Nederlandse bezwaren tegen annexatie van Zeeuws-Vlaanderen en Zuid-Limburg internationaal onder de aandacht te brengen, werd zelfs in opdracht van de Nederlandse regering een film-documentaire vervaardigd, bestemd voor vertoning in het buitenland. Deze film werd in 1919 geregisseerd door Willy Mullens (Alberts Frères) voor Haghe Film in Den Haag. De deeltitel over Zeeuws-Vlaanderen is bekend als 'Glorieus bezoek aan Zeeuwsch-Vlaanderen van H.M. de Koningin ', waarvan geen kopie is bewaard gebleven (dit in tegenstelling tot het deel over Zuid-Limburg en het bezoek van Koningin Wilhelmina aan Maastricht op 1 maart 1919).
Koningin Wilhelmina bracht aldus op 5 maart 1919, maar ook op 16 september 1921 en op 8 augustus 1924 werkbezoeken aan de streek om de Nederlandse verbondenheid en haar betrokkenheid tot uiting te brengen. De krant Het Centrum schrijft over het bezoek in 1921 het volgende: "De auto's reden in flinke gang naar het oude stadje IJzendijke. Direct werd doorgereden naar het ruime marktplein waar heel de gemeente scheen saamgestroomd. Bij de woning van het echtpaar Cuelenaere heette de burgemeester, de heer A.E. Hendrikse, de vorstelijke familie welkom. In de woning werd een collectie oud porselein en zilverwerk bezichtigd, waarvan het genoemde echtpaar een museum heeft aangelegd. (...)". De boot waarmee de koninklijke familie de bezoeken in 1921 en 1924 bracht, de Hydrograaf, is heden ten dage bekend van de jaarlijkse landelijke intocht van Sinterklaas als de Pakjesboot 12.
Het laatste krijgsgeweld waar IJzendijke mee te maken kreeg is van jonger datum, namelijk van oktober 1944. Door de strijd om de Westerschelde tussen Duitsers en geallieerden (Operatie Switchback) kwam IJzendijke in de frontlinie te liggen. De schade was enorm, waaronder een zware explosie bij de geallieerden. Het oorspronkelijke karakter van het plaatsje is weer zoveel als mogelijk was, in oude luister hersteld.

## Bijnaam

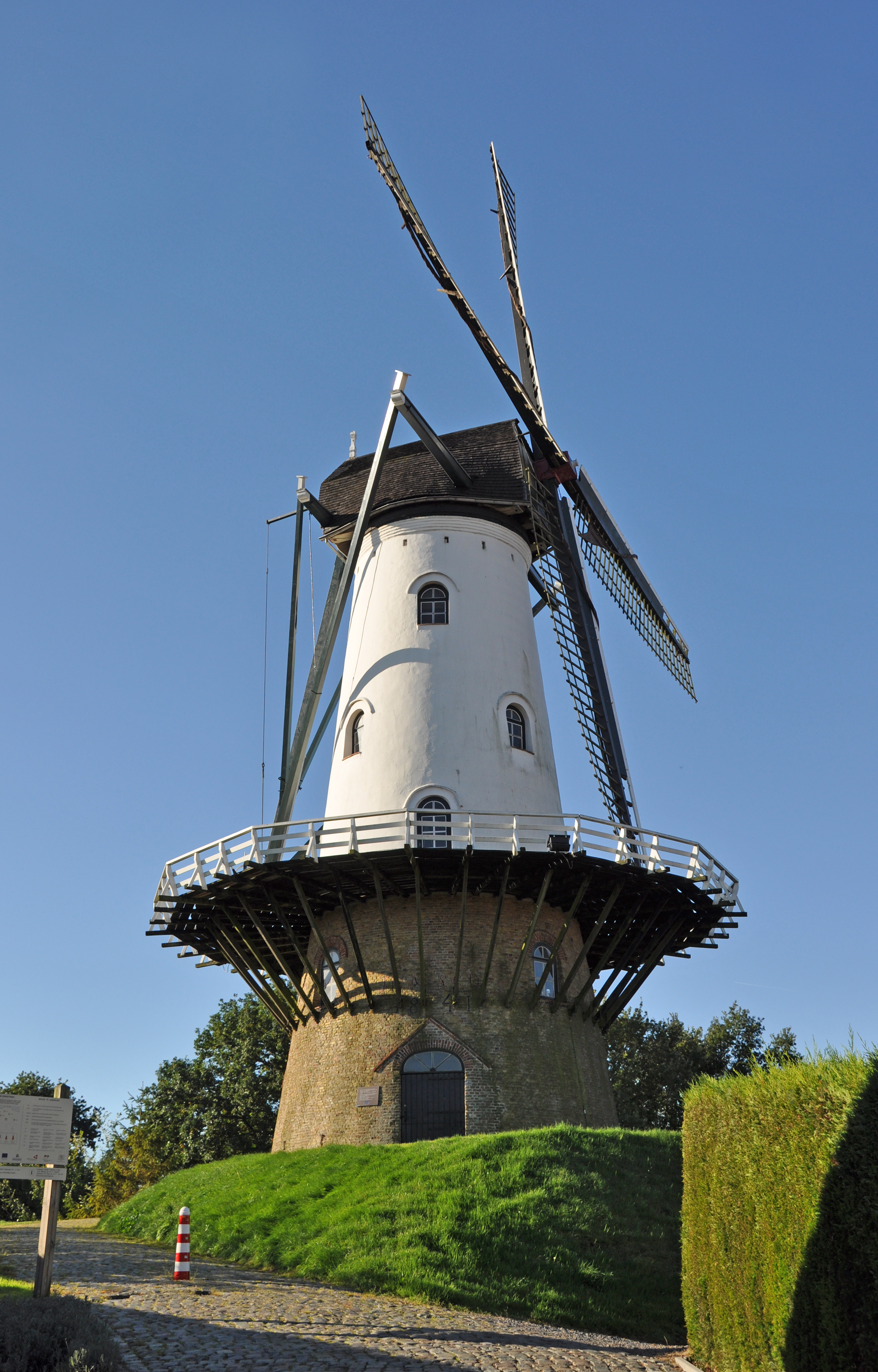
De Witte Juffer

De bijnaam voor IJzendijke is Petit Paris. Waar die bijnaam vandaan komt is onzeker.
Er wordt verteld dat het vreemdelingen bij hun bezoek aan de paardenmarkten of de foor (kermis) altijd opviel hoeveel cafés IJzendijke had. De bijnaam zou dan verwezen hebben naar de gezellige - bijna Franse - uitgaanssfeer. Uit een artikel in de Nieuwe Rotterdamsche Courant van 11 september 1912 blijkt overigens dat Zeeuws-Vlaanderen als geheel gemiddeld één café op 45 inwoners kende. In de gemeenten Hontenisse en Sint Jansteen was dat 1 op 35; in Eede, IJzendijke, Koewacht en Zuiddorpe 1 op 30; in Overslag, Philippine en Westdorpe 1 op 25 en in Sas van Gent 1 op 20 inwoners. IJzendijke had dus percentueel evenveel cafés als Eede, Koewacht en Zuiddorpe en percentueel minder cafés dan Overslag, Philippine en Westdorpe en veel minder dan Sas van Gent. Deze cijfers maken de hierboven genoemde verklaring van de bijnaam Petit Paris onwaarschijnlijk.
Een logischer verklaring voor de bijnaam is het gegeven dat zoveel bierhuizen, cafés, logementen, staminees, herbergen en hotels in IJzendijke Franse namen hadden, bijvoorbeeld La Porte d' Or, La Grande Place, Du Commerce, La Belle Vue en Café d' Anvers.
Mogelijk ook dat de aanwezigheid van een Franstalig internaat voor meisjes-uit-de-betere-kringen in de Koninginnestraat de (dan in oorsprong spottend bedoelde) bijnaam opgeleverd heeft. Dit Rooms-katholieke internaat werd door de Franciscanessen van Dongen geleid, een van oorsprong Franstalige kloosterorde. Het is aannemelijk dat zowel met die francofone nonnen als met die Franssprekende 'chique' internen regelmatig de draak gestoken zal zijn.
Verreweg het meest voor de hand ligt echter de verklaring dat in IJzendijke verhoudingsgewijs veel inwoners de Franse taal beheersten, vanwege de gangbare communicatie tussen de Franse en Waalse adellijke landeigenaren en hun pachters.

## Wapen en vlag
Het wapen van IJzendijke is vastgelegd op 31 juli 1817 en is geheel van vair, de heraldische weergave van eekhoorntjes-bont. Het schild is gedekt met een gouden kroon van drie bladeren en twee parels en ter weerszijden gehouden door een engeltje van natuurlijke kleur, het rechtse houdende een doek van goud om zich heen geslagen, het linkse een doek van purper, het geheel staande op een grond van sinopel (groen).
Aan de gevel van het pand Markt 8, waar in de zeventiende eeuw stadsherberg De Witte Roos gevestigd was, is het wapen te zien, direct boven een afbeelding van een witte roos, die dus verwijst naar de vroegere naam van het pand. Bijzonder van het wapen van IJzendijke is dat er geen enkele voorstelling op het schild staat; het is alleen maar een egaal vlak met eekhoorntjesbont. Het wapenschild is (waarschijnlijk toevalligerwijze) identiek aan het schild van het - in de zeventiende eeuw uitgestorven - geslacht Van Boschhuysen.
De vlag, bestaande uit elf horizontale banen in de kleuren blauw en wit, de kleuren van het wapen, werd door de gemeenteraad vastgesteld op 1 oktober 1959.

## Stoomtram
Dat rond 1890 ook in Zeeuws-Vlaanderen het ondernemerschap hoogtij vierde, bewijst de geschiedenis van de IJzendijksche Stoomtramweg Maatschappij (IJzSM), die met de door haar geëxploiteerde tramlijn Schoondijke - Veldzicht de verbinding vormde tussen:
- de tramlijn IJzendijke - Drieschouwen van de Zeeuwsch-Vlaamsche Tramweg-Maatschappij (ZVTM);
- de tramlijn Veldzicht / Watervliet – Eeklo van de Belgische Nationale Maatschappij van Buurtspoorwegen (NMVB);
- de tramlijn Breskens - Maldegem van de Stoomtram-Maatschappij Breskens - Maldeghem (SBM), die de verbindingen tussen Breskens en Aardenburg / Maldegem en die tussen Breskens en Sluis / Knokke exploiteerde.

Het initiatief uit 1887 was afkomstig van de in Gent wonende franskiljon, grootgrondbezitter en pachtheer graaf mr. M. Lippens, die land in West-Zeeuws-Vlaanderen bezat. Er was Lippens alles aan gelegen om 'zijn' land te ontsluiten voor het vervoer van landbouwproducten richting België. Het lukte hem om de investeerder L. de Groof uit Antwerpen te interesseren het project (mede) te financieren en om de burgemeester van IJzendijke C. de Vos te compromitteren door hem tot president-commissaris van de IJzSM te benoemen.
De Gemeenteraad van IJzendijke deed in 1892 zijn beklag bij de Commissaris des Konings van Zeeland over het eigengereide en eigenmachtig optreden van burgemeester De Vos inzake de aanleg van het tramspoor. In het centrum van IJzendijke, staken de rails namelijk ver boven het omliggende plaveisel uit. Dat leverde uiteraard gevaar op voor paarden, wagens, karren en voetgangers. Met een raadsmotie en de klacht bij de Commissaris van Zeeland moest De Vos tot de orde geroepen worden.
Met een route van ongeveer twintig kilometer, van de Belgische grens bij Veldzicht / Watervliet via IJzendijke naar Schoondijke en een in 1926 in gebruik genomen zijlijn van IJzendijke via Turkeye naar Stroopuit (de tramlijn Turkijensedijk - Stroopuit; voornamelijk bedoeld voor de jaarlijkse suikerbietencampagne), vormde de IJzendijksche Stoomtramweg Maatschappij een schakel in het stoomtramnet en daarmee het transportnetwerk van Zeeuws-Vlaanderen in de periode tussen 18 mei 1891 en 31 oktober 1911.
Een écht succes is de IJzSM nooit geworden, hoewel de aandeelhouders over het boekjaar 1905 3% dividend en in 1908 zelfs 8% uitgekeerd kregen over hun investering. De enige die van de onderneming geprofiteerd heeft is de Gentse adellijke familie Lippens geweest, die zelfs aan de liquidatie van de onderneming in 1911 grof geld verdiend heeft.
De IJzSM exploiteerde haar tracé met drie locomotieven: de Luctor et Emergo (Nummer 1) en de IJzendijke (Nummer 2), beide gebouwd in 1891 door Machinefabriek Breda en de Burgemeester De Vos (Nummer 3), gebouwd in 1897 door Jung & Staimer OHG. Er waren drie personenrijtuigen, een bagagewagen en 28 open wagens ter beschikking. Na de overname van de IJzSM door de ZVTM in 1912 werden de genoemde drie locomotieven, de rijtuigen en zeventien wagens door de ZVTM in exploitatie genomen.
Vanaf het stoomtramstation reed de Belgische tram door de Koninginnestraat en via de kop van de Markt naar het begin van de Landpoortstraat, hoek Kerkstraat. Hier was hotel De Vier Emmers van kleermaker en manufacturenhandelaar De Witte de halte in het centrum. Via de Landpoortstraat en de Oranjestraat reed de tram dan verder in de richting Schoondijke.
Tot het einde van de geschiedenis van de stoomtram bleef het IJzSM-tracé, nu als onderdeel van het lijnennet van de ZVTM, voor Zeeuws-Vlaanderen strategisch van belang. Vanaf 1948 werd het reizigersvervoer gestaakt, in september 1949 werd ook het goederenvervoer stilgelegd en werden de sporen opgebroken. Vanaf 1948 namen busdiensten het vervoer over.
Van het personeel (in totaal ongeveer tien personen) waren machinist P.J.M. Ververs en conducteur F.J. van den Bosch in 1908 het langst bij de IJzSM werkzaam. Het personeel, dat in zijn geheel Rooms-katholiek was, kreeg jaarlijks op twaalf katholieke feestdagen een halve dag vrij en voor ieder erkend christelijk feest drie dagen. En: "Als zij een varken moeten slachten of aardappels moeten poten, krijgen ze ook nog een dag vrij!" (interview met onder-directeur J. de Leeuw in 1908).
Het stoomtramstation van IJzendijke is niet bewaard gebleven, evenmin als het raccordement aan de (toenmalige) Schoondijkerstraat.

## Markten en foor

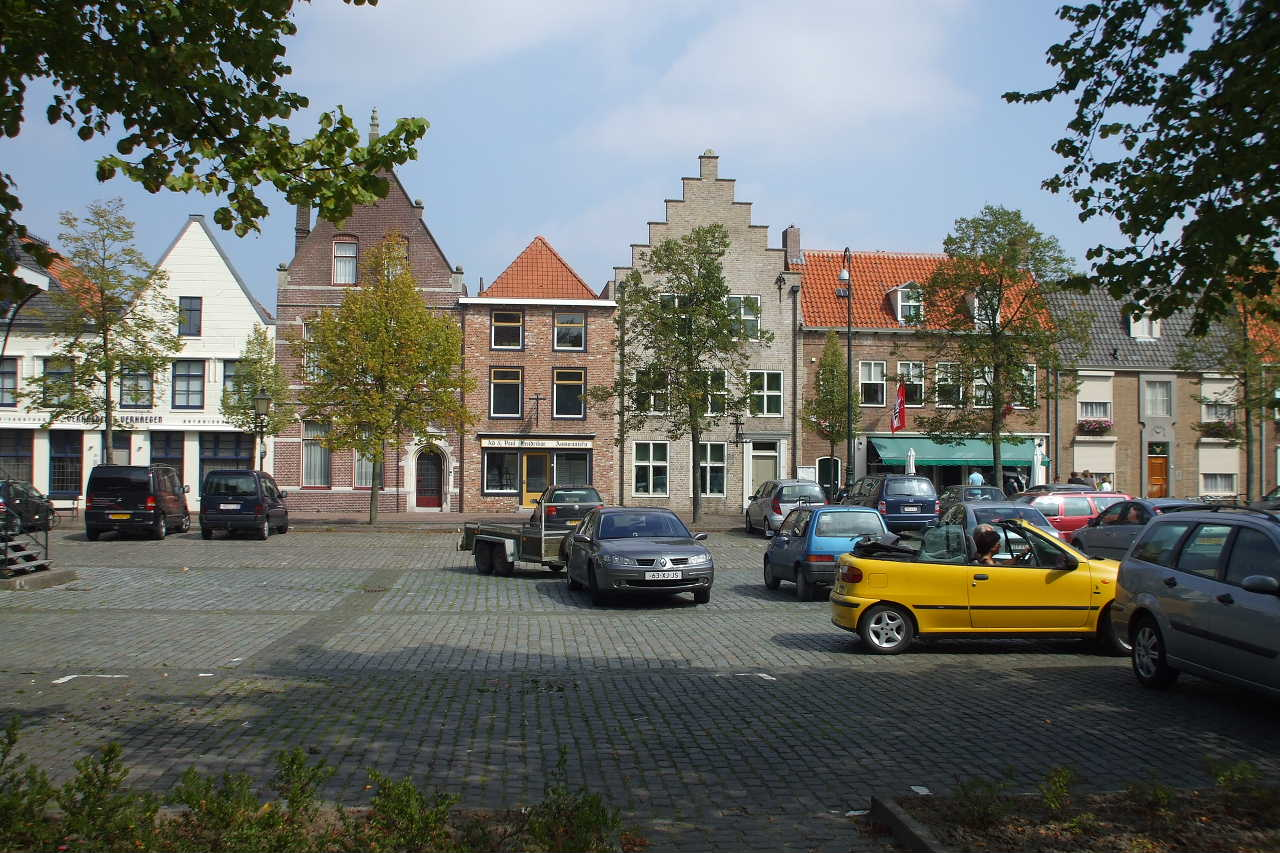
De Markt

Kenmerkend voor IJzendijke waren vanouds de jaarlijkse trekpaardenmarkten, annex trekpaardenkeuringen, in juli en oktober. De jaarlijkse Folkloristische Dag en de vierjaarlijkse Internationale Trekpaardenkeuring in de maand juli zijn nog overblijfselen van deze markten. Tijdens deze dagen zijn er demonstratieve wedstrijden van ringsteken. Het stamboek van de Zeeuwse trekpaarden werd tot oktober 2005 in het museum, het voormalige stadhuis, op de Markt bewaard.

## Folklore

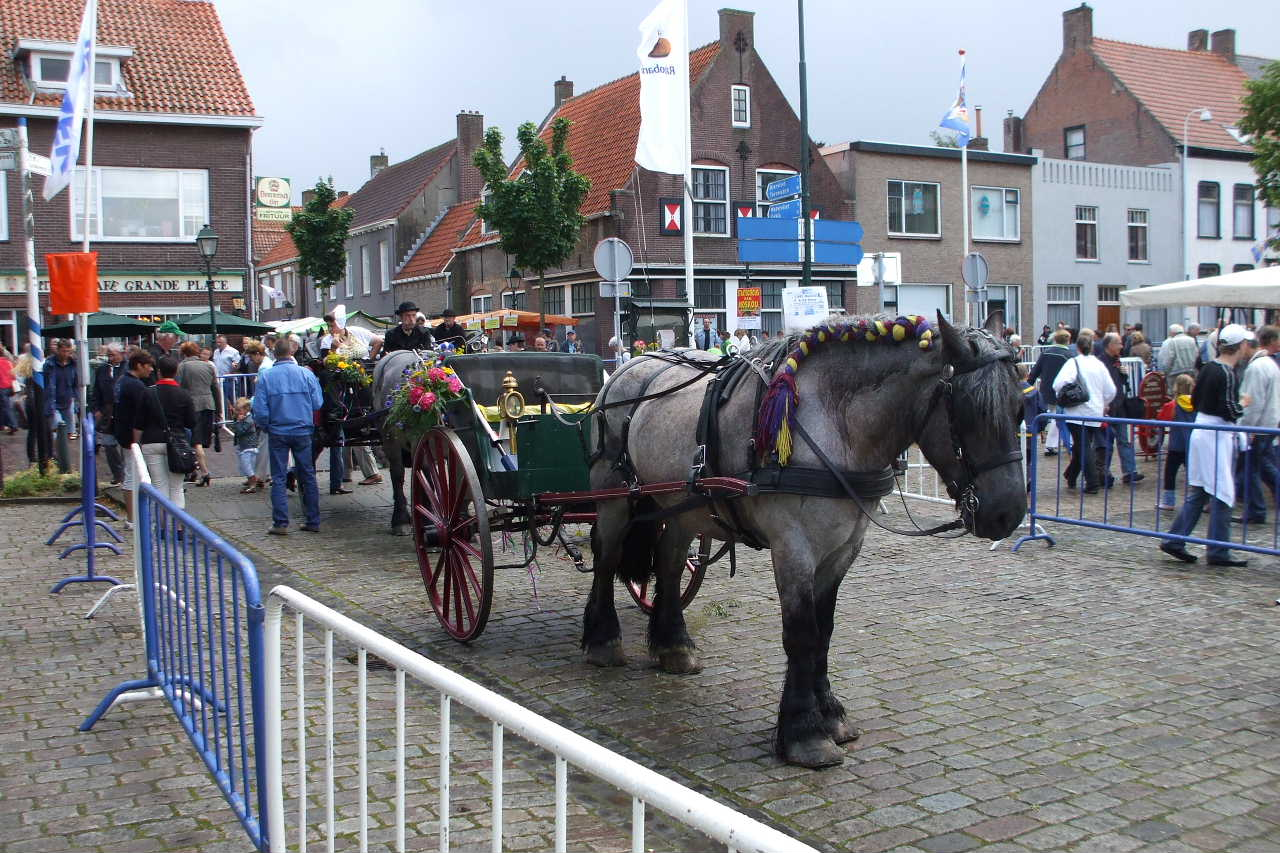
Zeeuws trekpaard met sjees

In de Nieuwe Rotterdamse Courant van 24 augustus 1911 staat het volgende artikel over een oud IJzendijks gebruik, De Sleutel van de Ossewei:
"Wordt [in IJzendijke] een ongetrouwde man dertig jaar, dan krijgt hij in de loop van de morgen een houten sleutel van ongeveer een meter lengte thuisbezorgd. De joelende en straatliederen zingende jeugd draagt deze sleutel, waarop een als dame aangeklede pop vastgebonden is, in triomf rond de Markt, opdat de burgerij zal weten, dat er een dertigjarige ongehuwde man in de gemeente is. Daarna krijgt de jarige de sleutel in huis en deelt aan opgeschoten jongens, die hem brengen, centen en twee-en-halve-cent-stukken uit. De bedoelde sleutel is bekend als 'de sleutel van de ossewei', waar de jarige nu zijn entree kan maken. Daarna komen vrienden en bekenden gelukwensen. De gelukkige bezitter tracht nu op te sporen, wie de man is, die na hem aanspraak kan maken op de sleutel. Tot diens verjaardag blijft het ding bij hem in huis, daarna geeft hij hem weer aan de jeugd en dezelfde geschiedenis wordt bij een ander nagespeeld. Wordt een vrijgezel veertig jaar, dan krijgt hij niet meer de sleutel, maar een geheel als vrouw aangeklede pop. Soms wordt deze heel deftig door de vrienden met hoge hoeden op in een gesloten rijtuig naar de feestvierende gebracht. Een kleine herinnering dat het nu waarlijk tijd voor hem wordt. Bovenstaand gebruik heerst alleen bij de burgerstand. Boeren en arbeiders vallen er - eigenaardig genoeg - geheel buiten."
In een oude aflevering van het tijdschrift Ons Zeeland uit 1939 is te zien hoe een stoet schoolkinderen met muziekinstrumenten een zelfgemaakte sleutel onder een ereboog door het stadje draagt en de sleutel vervolgens aanbiedt aan de vrijgezelle burgemeester jhr. L. von Bönninghausen tot Herinckhave, die op 7 augustus 1939 dertig werd. "Als beloning voor de moeite die de bengels genomen hadden voor deze uitzonderlijke aubade, tracteerde de burgemeester op lekkernijen, die hij kwistig rondstrooide tussen de krioelende schooljeugd."
Ook het traditioneel Zeeuws-Vlaamse Haakbollen of Krulbollen is een vermelding waard. Bij deze regionale sport wordt een korte staak in de grond gestoken en is het doel dat de spelers de 'bollen' - aan één kant afgeslepen schijven, die wel wat op platte kaasjes lijken - zo dicht mogelijk bij de staak laten rollen. Dat IJzendijke uitzonderlijk goed was in deze tak van sport wordt wel bewezen door het feit dat IJzendijke gevraagd werd er op Het Vaderlands Historisch Volksfeest in Arnhem in september 1919 demonstraties in te verzorgen. Sinds 2009 wordt jaarlijks in de maand juli door bolclub 'Molenzicht' het 'Mauritstoernooi' georganiseerd, waar - naast krulbollen - ook andere traditionele volkssporten getoond worden, zoals gaaibollen, schieting op de horizontale wip en het struifvogelspel.

## Cultuur
Henrik Antoni Tollé (1729-1798), predikant in IJzendijke van 1774 tot 1776, publiceerde zijn gedichten onder de titel Iets van H.A. Tollé, die in 1790 in Veere in druk werden uitgegeven.
In het archief van de Hervormde Gemeente IJzendijke (nu in te zien bij het Zeeuws Archief) zijn ook de gegevens bewaard gebleven over een Leesgezelschap Liefde Voor Waarheid En Deugd, dat in ieder geval in de periode tussen 1807 en 1864 actief is geweest.
Tot in de jaren twintig van de twintigste eeuw herbergde IJzendijke ook een van de twee Noord-Nederlandse afdelingen van het (Belgische) Willemsfonds.
In 1837 werd muzieksociëteit Geduld Overwint opgericht, die nog altijd bestaat.
in 1856 verscheen bij uitgeverij A.J. Bronswijk in Schoondijke een bundel 'Nagelaten Gedichten' van Jacob Faro (1768-1847), bezorgd door G.P. Roos, archivaris in Aardenburg. Faro was geboren in Waterlandkerkje en had altijd geboerd 'onder IJzendijke'. De bundel heeft bijna vierhonderd bladzijden.
In 1898 werd ter gelegenheid van de troonsbestijging van Koningin Wilhelmina een muziektent op de Markt neergezet, De Theater.
Op maandag 9 juli 1956 werd door Johan Adolfs uit Enschede een dorpsfilm van IJzendijke gemaakt. Toentertijd was de bedoeling alle inwoners de kans te bieden zichzelf in de bioscoop op het projectiescherm te zien. Tegenwoordig is de film belangwekkend omdat hij laat zien hoe omvangrijk de middenstand in de dorpskern was en hoe rijk het verenigingsleven, en dat het onderwijs verzuild en gesegregeerd naar geslacht was. Tevens is de dorpsfilm van belang, omdat een vlasbedrijf, de boterfabriek en de stoeterij van De Dobbelaere in beeld gebracht zijn.

## Bezienswaardigheden

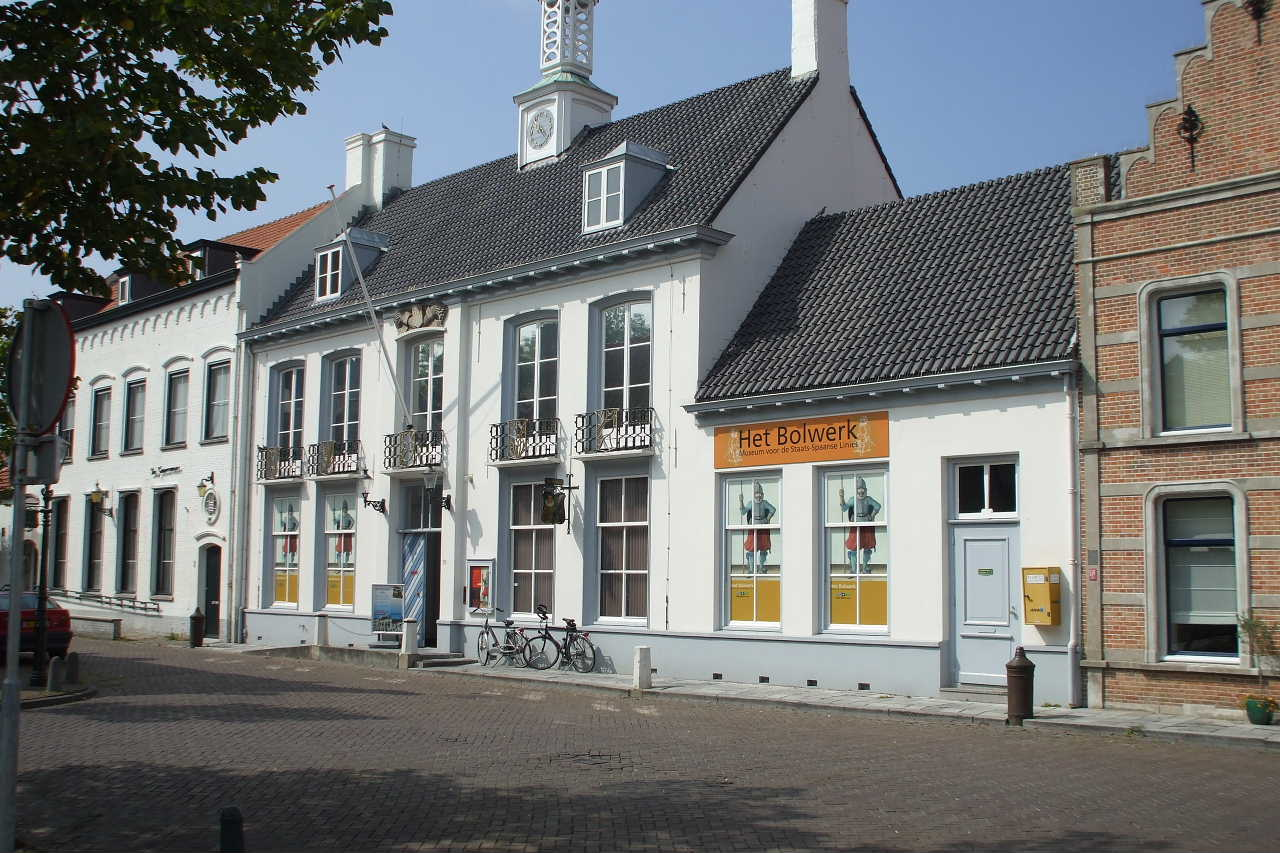
Het Bolwerk, museum voor de Staats-Spaanse Linies

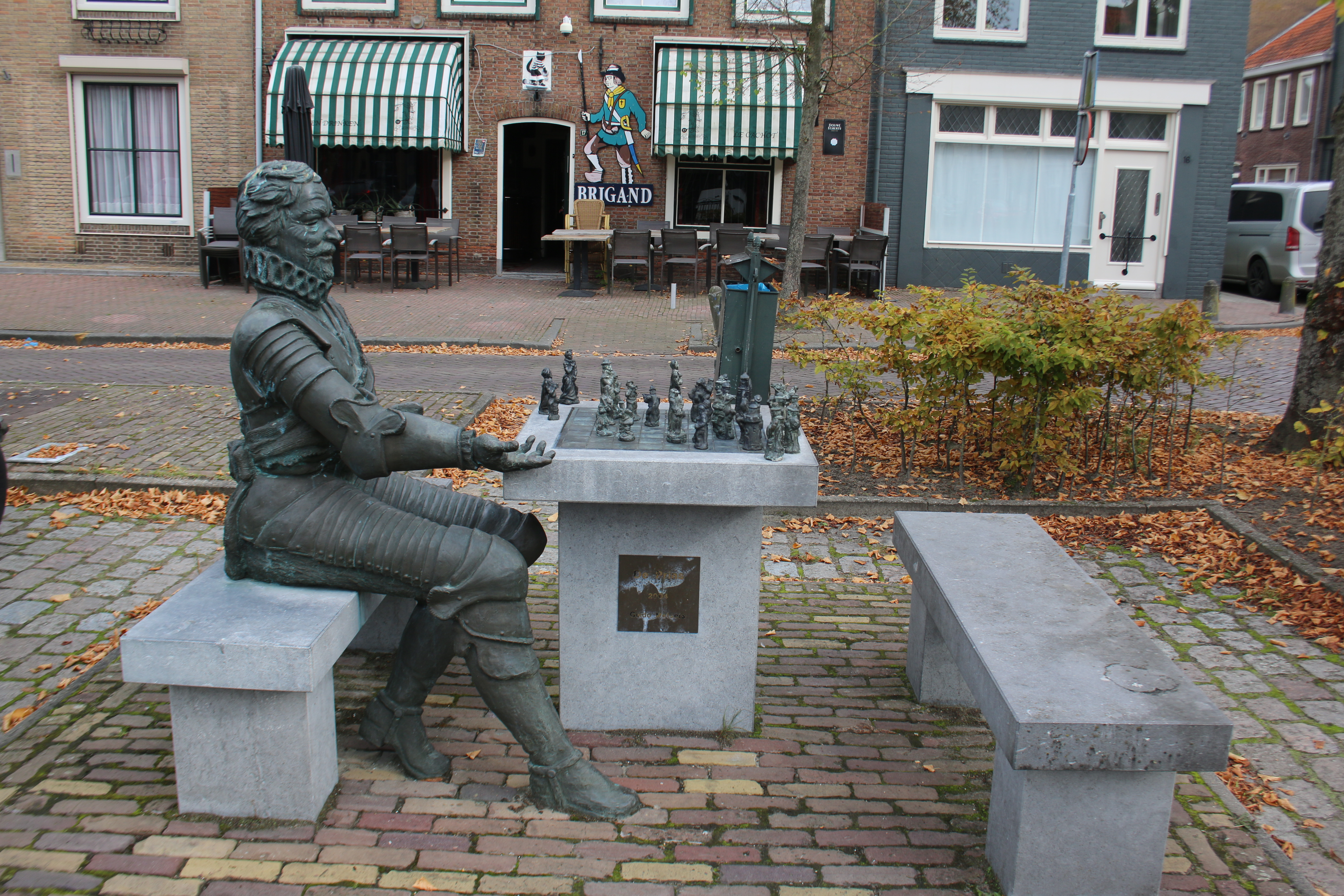
Standbeeld van Maurits van Oranje.

Bezienswaardig in IJzendijke zijn naast de Markt (waar de bezoeker sinds 2004 het bronzen standbeeld van Maurits van Oranje aantreft dat de Zeeuwse kunstenaar Guido Metsers maakte; een Prins Maurits die achter een schaakbord gezeten, zijn tegenstander, de Spanjaarden, schaakmat zet), de Veste, de IJzendijkse Molen, de oudste, specifiek voor de protestante eredienst gebouwde kerk van Zeeland en het gebouw van de negentiende-eeuwse bierbrouwerij Cadsandria.
Een monument aan de Isabellaweg herinnert aan de tragedie van 20 oktober 1944. Bij het vullen door Canadese vrachtwagenbestuurders van een of meer Conger Devices, mijnenopruimingsvoertuigen die een met vloeibare explosieven gevulde slang gebruikten, ontstond een zeer grote explosie die aan 47 Britse en Canadese soldaten het leven kostte.
Het streekmuseum, gevestigd in het oude stadhuis aan de Markt, was voorheen gewijd aan de volkskunde van Zeeuws-Vlaanderen. Met ingang van april 2006 is het museum heropend als Het Bolwerk, informatiecentrum over de Staats-Spaanse Linies, de Nederlandse onafhankelijkheidsstrijd tegen de Spanjaarden, de Tachtigjarige Oorlog, de veldtochten van Prins Maurits, de definitieve vaststelling van de staatsgrenzen in de periode 1600-1612 en de toenmalige vormgeving van de Nederlandse identiteit. Op termijn zullen in het Zeeuws-Vlaamse landschap, op groter schaal dan op dit moment het geval is, de archeologische overblijfselen van de toenmalige onafhankelijkheidsstrijd van Nederland opnieuw zichtbaar gemaakt worden.
IJzendijke kent twee kerkgebouwen: De historische protestantse Mauritskerk en de katholieke Onze-Lieve-Vrouw Hemelvaartkerk.

## Natuur en landschap
IJzendijke ligt in het zeekleipoldergebied op een hoogte van ongeveer 1,5 meter. De omgeving wordt gekenmerkt door akkerbouw. Er zijn enkele overblijfselen van de voormalige vestingwerken, en in het noorden daarvan vindt men het Bunkerbos, een natuurgebiedje met overblijfselen van vroegere militaire opslagplaatsen. In de omgeving liggen enkele kreken, zoals de Bierkreek, en in het zuiden ligt de Passageule, tegenwoordig een uitwateringskanaal, vroeger een militaire linie. In de Passageulepolder, ten zuidwesten van IJzenzijke, ligt een natuurgebied.

## Volkslied
In de jaren zeventig van de twintigste eeuw - nadat IJzendijke als zelfstandige gemeente was opgegaan in de gemeente Oostburg - heeft ene Peet de Smet, bakker en drogist, het IJzendijks Volkslied geschreven, met de steeds terugkerende regels "Maar het mooiste van al zijn de gevels met bloemen er aan". Dat verwijst naar het oude gebruik om de huizen aan de Markt te sieren met bloembakken. Hij schreef dit lied in het jaar dat er een wedstrijd in het stadje was uitgeschreven voor wie het mooist zijn gevel met bloemen versierde. Heden ten dage is vooral het nummer 'IJzendijke' geschreven door de uit IJzendijke afkomstige singer-songwriter Maarten Termont een vaak gedraaide plaat. Dit lied luistert naar het refrein: "En de meuln staat op de berg, en de veste spiegelt als kristal. Er klinkt mezik uit de cafés en er branden lichtjes overal". In 2013 kreeg Termont er het publiek tijdens het IJzendijkse festival Weitjerock er massaal mee op de hand, en ook tijdens de pinksterkermis is het lied een veelgehoorde afsluiter.

## Geboren in IJzendijke
- Adriaen Coorte (tussen 1659 en 1664 - na 1707), kunstschilder
- Herman Wijffels (1942), bankier en topfunctionaris
- Leen van Duivendijk (1954), kunstschilder
- Ronny van Poucke (1957-2016), voetballer

## Sportverenigingen
- Tennisvereniging Tiola
- Voetbalvereniging VV IJzendijke
- Volleybalclub YVC

## Gehuchten
Tot IJzendijke behoren ook de volgende gehuchten: Balhofstede · Klakbaan · Maagd van Gent (deels) · Mollekot (deels) · Molentje · Oudeland · Plankenpoortje · Ponte · Ponte-Avancé · Pyramide · Roodenhoek · Veldzicht (deels)

## Nabijgelegen kernen
Schoondijke, Waterlandkerkje, Watervliet, Philippine, Biervliet